# 21416 Sisichen
21416 Sisichen (1998 FN70) là một tiểu hành tinh vành đai chính được phát hiện ngày 20 tháng 3 năm 1998 bởi Nhóm nghiên cứu tiểu hành tinh gần Trái Đất phòng thí nghiệm Lincoln (LINEAR) team ở Socorro.